# Tuvai autonóm terület
A Tuvai autonóm terület az OSZSZSZK egyik autonóm régiója volt a Szovjetunió ázsiai felében, nagyjából a mai Tuva területén, Kizil központtal.

## Történelme
A Tuvai autonóm terület 1944. október 11-én jött létre, miután a Tuvai Népköztársaság Kis Hurálja kérésére a Szovjetunió felvette, majd integrálta az országot. Tuva nem vált azonnal teljes jogú tagköztársasággá, azt bizonytalan ideig elhalasztották. 1961. október 10-én, 17 évnyi várakozást követően Tuvát  autonóm szovjet szocialista köztársasággá emelték.

## Közigazgatása
1944-től Tuva 16 járásból (kozsuun) állt. Ezek a Csegyi-holi járás kivételével teljesen megegyeznek a mai Tuva járásaival. 1953. február 23-án megszűnt a Mongun-tajgai és a Tyere-holi járás, 1957. március 28-án a Kizili járás, majd 1961. április 11-én a Szut-holi és a Csaa-holi járás is, így a Tuvai ASZSZK létrejöttekor már csak 11 járás maradt.